# 海軍水雷学校
海軍水雷学校（かいぐんすいらいがっこう、英語: Torpedo School）は、大日本帝国海軍の水雷術（魚雷・機雷・爆雷）指揮官・技官を養成する教育機関（軍学校）である。初級士官を養成する普通科（少尉対象、海軍砲術学校普通科と合わせて1年間必修）、水雷術専門士官を養成する高等科（大尉・少佐対象、半年-1年程度）、下士官を養成する予科を設置し、海軍将校として必要な雷撃術・水雷艇や駆逐艦の操艦術・機雷敷設および掃海術・対潜哨戒および掃討術の技能習得、魚雷・機雷・爆雷・防潜兵器・索敵兵器の開発研究などを教育する。また、海軍通信学校が開校するまでは、水雷学校で無線電信技術の習得と研究を推進した。

## 概要

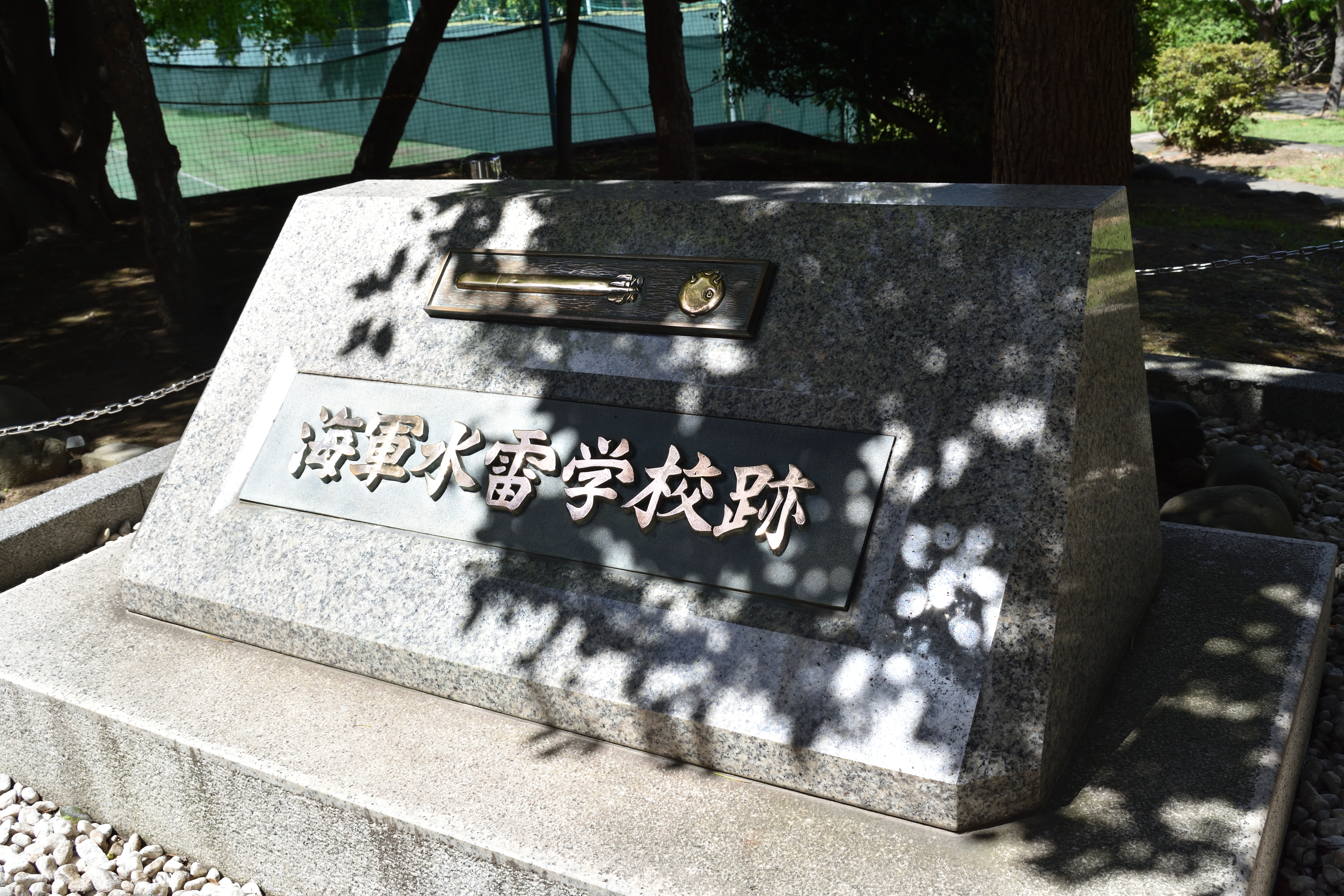
海軍水雷学校跡の碑（海上自衛隊第2術科学校構内）

1893年（明治26年）、士官に対する水雷術教育の場として軍港横須賀に程近い神奈川県三浦郡浦郷村に「水雷術練習所」を設置したのが嚆矢である。1907年（明治40年）に従来の水雷術練習所・砲術練習所をそれぞれ水雷学校・砲術学校に改編すると同時に、少尉に対する普通科教育を実施した。山本五十六や嶋田繁太郎ら兵学校第32期卒業生が最初の対象者である。学生は半年交代で水雷学校普通科と砲術学校普通科を必修するものとした。
同時に、水雷術専攻を目指す大尉-少佐級の中堅士官に対しては高等科を設置。駆逐艦や軍艦の水雷長や水雷艇長を務める士官が志願または推薦で入門した。海軍大学校甲種学生に匹敵する待遇を受けられるとあって、大学校に入学できなかったハンモックナンバー下位の水雷術経験者がステップアップを図るために入学を希望した。

水雷学校の教育は、無線電信の導入にともない、通信・暗号技術の希望者に対する教育を追加した。これはやがて1930年（昭和5年）6月に独立し、海軍通信学校の開校と同時に継承された。また、人気がなく細々と研究が行われていた対潜戦術・機雷敷設術についても、1941年（昭和16年）4月にようやく海軍機雷学校（1944年3月「海軍対潜学校」）が開かれて移譲された。このように、水雷学校から派生して増設された教育機関があり、海軍通信学校が開かれた当初は、水雷学校幹部が通信学校幹部を兼ねる例も多く、砲術学校に比べると他の術科との交流は盛んだった。

水雷学校の卒業生の多くが、軍艦水雷長や駆逐艦長・潜水艦長・掃海艇長・水雷艇長・水雷団幹部・軍艦艦長を経て、水雷戦隊司令官・潜水戦隊司令官・戦隊司令官・水雷団長・艦隊司令長官へと昇格した。歴代校長のうち、第31代岡田啓介と第42代鈴木貫太郎の2人が後に内閣総理大臣に就任し、このうち岡田は2･26事件で反乱軍の襲撃を受けたほか、鈴木は大東亜戦争終結を決断した。大森仙太郎は海軍特攻部長を兼任して特別攻撃開始を主導した。その他著名な校長経験者としては、地中海の船団護衛で実戦を経験した長沢直太郎中将や、自らの意思で航空雷撃の実践を推進して航空畑に移った松山茂中将、小沢治三郎中将などがいる。

戦後、跡地は海上保安庁を経て海上自衛隊に引き継がれ、横須賀地方総監部が一時置かれた後、海上自衛隊第2術科学校となったほか、一部が関東自動車工業に払い下げられた。

## 沿革
- 1879年（明治12年） - 水雷術練習所開所。神奈川県三浦郡長浦村（現・横須賀市）の長浦港（現・海上自衛隊横須賀基地）に新設。
- 1893年（明治26年）12月2日 - 水雷術練習所、神奈川県三浦郡浦郷村の終戦まで続く地に移転。スループ「迅鯨」を練習艦に指定。
- 1903年2月頃　　無線電信術練習生の教育を開始。
- 1907年4月20日　海軍水雷学校に改編する。
- 1930年6月1日　横須賀に海軍通信学校を開校し、無線電信教育を委譲する。
- 1939年（昭和14年）　通信学校が同じ横須賀市の久比里に移転。
- 1941年（昭和16年）4月1日　同じ横須賀市の久里浜港に海軍機雷学校を開校し、対潜術・機雷術・水測術教育を委譲する（1944年「海軍対潜学校」に改称）
- 1944年（昭和19年）3月　伏見宮博恭王臨席の下で聯合卒業式が行われる（海軍水雷学校、横須賀海軍砲術学校、館山海軍砲術学校、海軍機雷学校、海軍航海学校、横須賀海軍通信学校、海軍工機学校、海軍工作学校および横須賀海軍航空隊の合同）[3]。
- 1945年（昭和20年）7月15日　対潜学校が閉校し、対潜術教育は再び水雷学校に委譲される。
- 1945年（昭和20年）10月15日　大東亜戦争終結に伴い、閉校。

## 歴代校長

### 水雷術練習所長
- 森又七郎 大佐：1893年12月2日 -
- 窪田祐章 大佐：1894年7月28日 -
- 上村正之丞 大佐：1895年7月29日 -
- 諸岡頼之 大佐：1896年11月26日 -
- 餅原平二 大佐：1897年12月27日 -
- 内田善太郎 大佐：1899年3月22日 - 1902年6月5日
- 飯田篤之進 大佐：1902年6月5日 -
- （心得）木村浩吉 中佐：1903年10月27日 -
- 荒木亮一 大佐：1904年1月12日 -
- 中村静嘉 大佐：1905年1月24日 - 1906年3月14日
- 木村浩吉 大佐：1906年3月14日 - 1907年4月1日

### 水雷学校長
- 木村浩吉 大佐：1907年4月1日 - 1908年8月28日
- （兼）北古賀竹一郎 少将：1908年8月28日 - 9月25日
- 岡田啓介 大佐：1908年9月25日 - 1910年7月25日
- 鈴木貫太郎 大佐：1910年7月25日 - 1911年12月1日
- 矢島純吉 少将：1911年12月1日 -
- 森越太郎 少将：1914年12月1日 - 1915年12月13日
- 近藤常松 少将：1915年12月13日 - 1916年12月1日
- 川原袈裟太郎 少将：1916年12月1日 -
- 堀内三郎 少将：1918年9月4日 - ※砲術学校長兼任
- 斎藤半六 少将：1918年12月1日 -
- 吉川安平 少将：1920年12月1日 -
- 桑島省三 少将：1921年12月1日 -
- 大谷幸四郎 少将：1923年6月1日 -
- 飯田延太郎 少将：1924年12月1日 -
- 長沢直太郎 少将：1925年10月20日 - 1926年12月1日
- 高橋律人 少将：1926年12月1日 -
- 八角三郎 少将：1927年12月1日 -
- 松山茂 少将：1929年9月12日 - ※通信学校長兼任
- 市村久雄 少将：1930年12月1日 - ※通信学校長兼任
- 日暮豊年 大佐：1932年12月1日 - ※通信学校長兼任
- 有地十五郎 少将：1934年11月15日 -
- 三木太市 少将：1936年12月1日 -
- 細萱戊子郎 少将：1937年3月10日 - ※通信学校長兼任
- 南雲忠一 少将：1937年11月15日 -
- 小沢治三郎 少将：1938年11月15日 -
- 坂本伊久太 少将：1939年11月15日 -
- 河瀬四郎 少将：1941年9月1日 -
- 三木太市 予備役少将：1942年1月10日 -
- 橋本信太郎 少将：1943年3月15日 -
- 大森仙太郎 少将：1943年11月25日 -
- 小柳冨次 少将：1945年8月10日 - 1945年10月20日閉校